# Íris de Brito
Íris de Brito, também conhecido como DeBrito (Rio de Janeiro, 15 de abril de 1943) é um ex-futebolista brasileiro que atuava como atacante.

## Carreira
Carioca de Marechal Hermes, começou a carreira no juvenil do Bangu e São Cristóvão, onde chegou a atuar na equipe principal.
Em julho de 1964, firmou seu contrato com o Santos e no mesmo ano seria campeão paulista. Apesar disso, foi dispensado no início do ano seguinte.
Em 1965, teve uma passagem pelo Corinthians.
Após uma curta passagem de três meses pelo Botafogo, se transferiu para o Junior Barranquilla, da Colômbia, em 1967, por indicação de Garrincha.
Ainda em 1967, foi levado aos Estados Unidos, e, após um período de destes, assinou com o New York Generals, da Liga Nacional de Futebol Profissional (NPSL) e ainda naquele ano transferiu-se para o Chicago Spurs, que viria a se tornar Kansas City Spurs no ano seguinte, quando a NPSL fundiu-se com a United Soccer Association para formar a Liga Norte-Americana de Futebol (NPSL).
Ainda em 1968, passou pelo Toronto Falcons, onde foi artilheiro do time com quem terminou a temporada na terceira colocação da Divisão e elogiado pela crítica, como o jornal The Telegram.
Em 1969, voltou ao Brasil, onde atuou pelo Tupi no segundo turno do Campeonato Mineiro e marcou 13 gols em 12 partidas.
Sondado pelo Vasco, acertou com o Bahia para a disputa da Taça de Prata de 1970.
Em 1971, retornou aos Estados Unidos, primeiro para o Atlanta Chiefs e depois para o Rochester Lancers, com quem chegou às semifinais da North American Soccer League de 1971, resultado que também alcançou no ano seguinte. Com os Lancers, participou da Copa dos Campeões da CONCACAF de 1971, no qual terminou em quarto lugar na fase final do torneio.
Jogou na Liga Nacional de Futebol com o Toronto First Portuguese na temporada de 1973.
Em 1974, começou a pré-temporada com o Los Angeles Aztecs, mas foi negociado com o Denver Dynamos uma semana antes da abertura da temporada.
Em 1976, ele jogou na American Soccer League com o Chicago Cats.

### Títulos
Santos
- Campeonato Paulista: 1964[5]
- Torneio Rio-São Paulo: 1964[29]